# Pędele
Pędele (Parandrinae) – podrodzina chrząszczy z rodziny kózkowatych.

## Taksonomia
Takson opisany został w 1845 roku przez Émile’a Blancharda.

## Rozprzestrzenienie
Przedstawiciele podrodziny zasiedlają krainę orientalną, australijską, neotropikalną, etiopską i Madagaskar. Jedynym gatunkiem europejskim jest zawleczony tu z Ameryki Północnej pędel brunatny.

## Systematyka
W podrodzinie tej wyróżnia się 2 plemiona:
- Erichsonini Thomson, 1861
- Parandrini Blanchard, 1845